# Calophyllum brasiliense
Calophyllum brasiliense är en tvåhjärtbladig växtart som beskrevs av Jacques Cambessèdes. Calophyllum brasiliense ingår i släktet Calophyllum och familjen Calophyllaceae. Inga underarter finns listade i Catalogue of Life.

## Bildgalleri

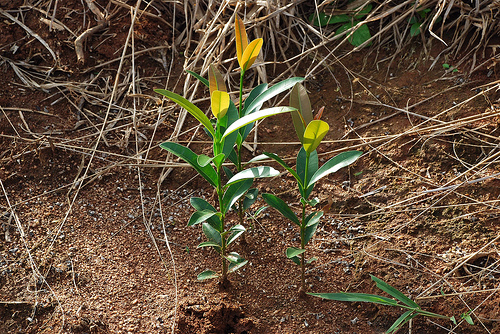
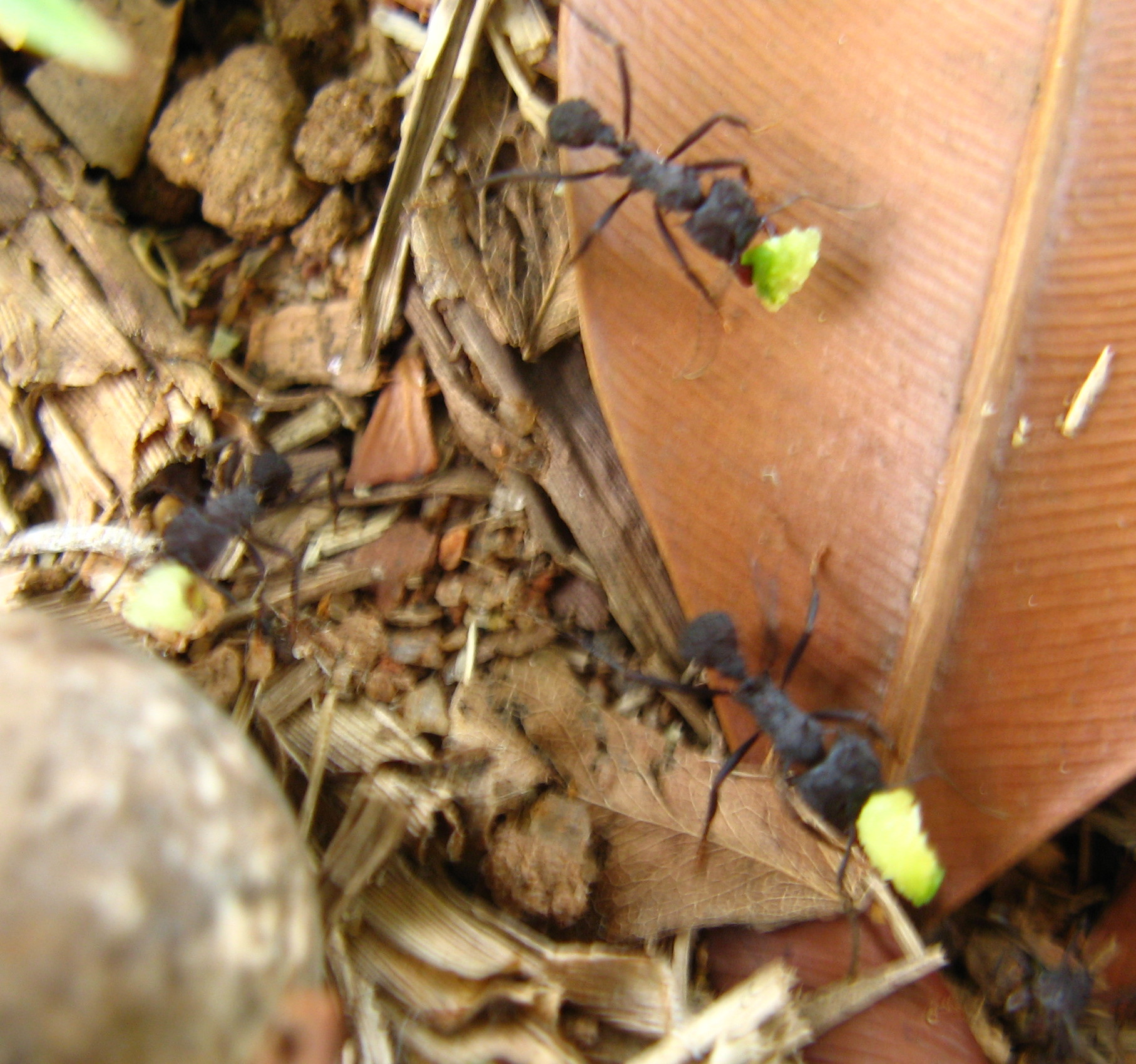
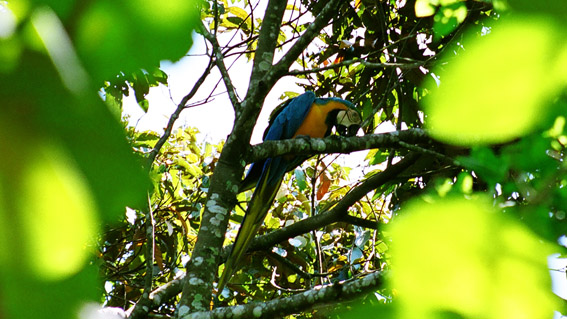
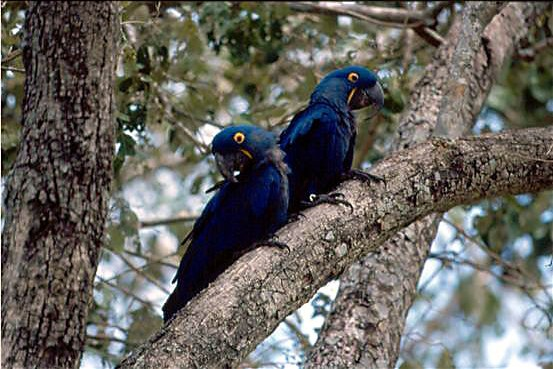
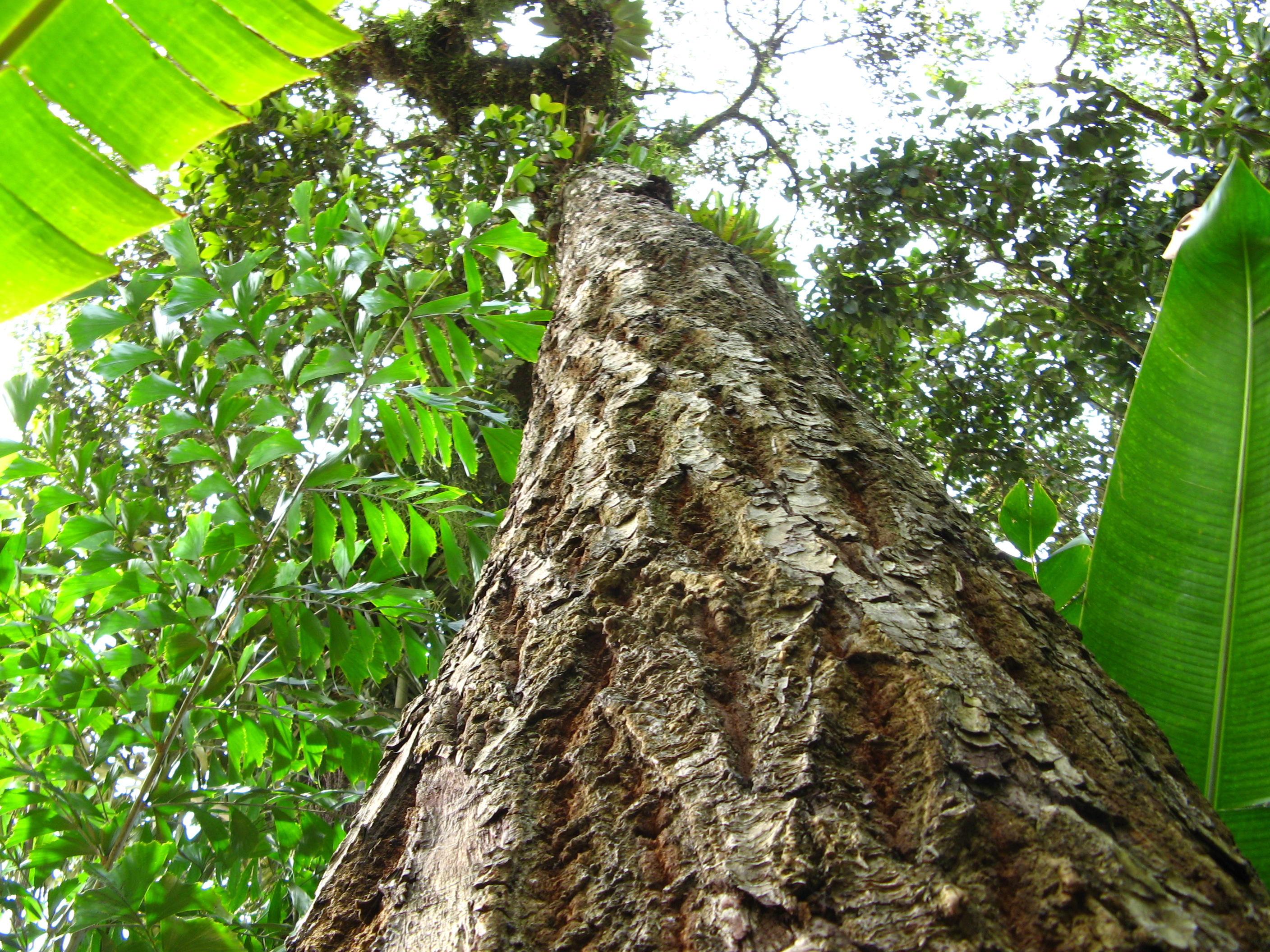
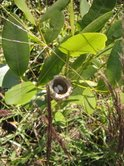